# Malhac (Aude)
Malhac (en francès Mailhac) és un municipi francès situat al departament de l'Aude i a la regió d'Occitània.